# لواء المشاة السادس (لبنان)
لواء المشاة السادس هو لواء عسكري تابع للجيش اللبناني شارك في الحرب الأهلية اللبنانية، وقد أسس في يناير 1983، وتم حله في ديسمبر 1984، ثم أعيد تشكيله في يونيو 1991.

## التأسيس
في أعقاب الغزو الإسرائيلي للبنان في يونيو - سبتمبر 1982، اقتنع الرئيس أمين الجميل، بأن وجود قوة دفاع وطنية قوية وموحدة شرطا أساسيا لإعادة بناء الأمة، وأعلن خططاً لتكوين جيش يضم 60 ألف رجل منظم في اثني عشر لواء (تم إنشاؤها من أفواج المشاة الحالية)، مدربين ومجهزين من قبل فرنسا والولايات المتحدة، وفي أواخر عام 1982 تم إعادة تنظيم فوج المشاة السادس وتوسيع نطاقه ليشمل مجموعة لواء تضم 2000 جندي، معظمهم من المسلمين الشيعة، على الرغم من أن هذا المجموع يشمل عددًا من المسيحيين الموارنة،  وفي 18 يناير 1983 أصبح لواء المشاة السادس.

## شعار
يتألف الشعار من لونين أزرق من الأعلى وأحمر من الأسفل يتوسطهما رأس كبش ذهبي مع ذيل ناري للدلالة على إرادة الهجوم والاقتحام بكل عزم وتصميم.

## الهيكل والتنظيم
مقره في ثكنة هنري شهاب في جناح، في الضاحية الجنوبية الغربية لشياح في غرب بيروت، وتم بعد ذلك توسيع تشكيلها ليصبح 6000 جندي عن طريق استيعاب الهاربين الشيعة من وحدات الجيش الأخرى - والتي تضمنت الكتيبة 97 من اللواء السابع - بعد ذهابهم إلى أتباعهم من حركة أمل في أعقاب انهيار القوات الحكومية في فبراير 1984. وبحلول عام 1985 قام اللواء المعزز الذي يخضع الآن لسيطرة ميليشيا أمل بمحاذاة كتيبة الدبابات من ثلاث إلى أربع كتائب مشاة ميكانيكية على ناقلات الجنود المدرعة ذات العجلات والعجلات وكتيبة مدفعية.

## تاريخ القتال

### الحرب الأهلية اللبنانية
كانت قيادة اللواء السادس خلال الحرب الجبلية التي كان يقودها في البداية العقيد المسيحي لوفتي جبار الذي كان يرتبط سابقًا بقوة الردع العربية والتي تسيطر عليها سوريا هي الحفاظ على النظام والأمن في غرب بيروت. وبعد انفصال اللواء عن هيكل قيادة الجيش في 6 فبراير 1984 تم الاستيلاء عليه من قبل اللواء الشيعي عبد الحليم كانج، وغادر الضباط المسيحيون والمجندون الموالون للحكومة اللبنانية اللواء وتم أجلاؤهم تحت حراسة مقاتلي أمل إلى بيروت الشرقية والتحقوا بوحدات الجيش الأخرى التي يسيطر عليها المسيحيون. في 24 يوليو 1984 تدخل اللواء السادس لوقف القتال في غرب بيروت بين ميليشيات المرابطون السنية وميليشيات جيش التحرير الشعبي الدرزي. خلال حرب المخيمات في مايو 1985، دعم اللواء السادس ميليشيات أمل ضد ميليشيات المعسكر الفلسطيني الموالي لعرفات في المعركة من أجل السيطرة على مخيمي صبرا وشاتيلا وبرج البراجنة في بيروت الغربية. ومع ذلك، رفض اللواء المشاركة في اشتباكات فبراير 1986 بين ميليشيا أمل والجيش اللبناني ونتيجة لذلك تم طرد اللواء الخامس من بيروت الغربية. وفي عام 1987 هاجر اللواء السادس مرة أخرى للانضمام إلى أتباع الديانات.

### سنوات ما بعد الحرب الأهلية 1990 حتى الآن
عند نهاية الحرب في أكتوبر 1990 أُعيد دمج اللواء السادس في هيكل القوات المسلحة اللبنانية، مع إعادة الكتيبة 97 إلى اللواء السابع.

## روابط خارجية
- Histoire militaire de l'armée libanaise de 1975 à 1990 (باللغة الفرنسية )
- الموقع الرسمي للقوات المسلحة اللبنانية
- دليل لبنان العسكري من GlobalSecurity.org
- وكالة المخابرات المركزية - كتاب حقائق العالم - لبنان نسخة محفوظة 26 ديسمبر 2020 على موقع واي باك مشين.
- مؤشر اعتراف الجيش بالمعدات العسكرية اللبنانية نسخة محفوظة 19 سبتمبر 2020 على موقع واي باك مشين.
- قوة النيران العالمية - القوة العسكرية اللبنانية
- الجيش اللبناني يحاول إعادة تسليح وتحديث نفسه
- قائمة الرغبات العسكرية اللبنانية 2008/2009 - New York Times
- MilitaryPhotos. نت، الجيش اللبناني
- MilitaryPhotos. نت، الجيش اللبناني - مناقشات الموضوع